# Джордан Ромеро
Джордан Ромеро (на английски: Jordan Romero) е американски алпинист.
Известен е с това, че на 22 май 2010 година става най-младия участник в експедиция, изкачил връх Еверест. Той е само на 13 години, когато достига върха. С него е и неговият баща Пол Ромеро.
Предишният рекорд е поставен от Темба Шери от Непал, който е на 16 години през 2001 г., когато достига Еверест.